# Рейн, Вильгельм
Вильгельм Рейн (нем. Wilhelm Rein; 10 августа 1847[…], Эйзенах, Германский союз — 19 февраля 1929[…], Йена, Тюрингия) — немецкий педагог и теоретик образования, принадлежавший к школе Гербарта.
Родился в Айзенахе, учился в Гейдельберге, Лейпциге и Йене, затем несколько лет были учителем в Веймаре и с 1876 до 1886 года был директором школы в Айзенахе. В 1886 году он был назначен профессором педагогики в университете Йены, где и прожил до конца жизни. Деятельность и работы Рейна оказали большое влияние на образовательные учреждения его страны.
Главные сочинения Рейна: «Theorie und Praxis des Volksschulunterrichts» (вместе с Пикелем и Шнеллером, Дрезден, 1879—85; т. 1, 5 изд., 1893), «Das Leben Dr. Martin Luthers» (Лейпциг, 1883), «Pädagogik im Grundriss» (2 издания, Штутгарт, 1892), «Die Geschichte des Zeichenunterrichts» (в «Geschichte der Methodik», Кера). Он редактировал Grundsätze der Erziehung Нимейера (1878—1879) и основал образовательный журнал Pädagogische Studien в 1880 году.